# Birsztany
Birsztany (lit. Birštonas) – miasto na Litwie, nad Niemnem, na południe od Kowna. Znane od XIV w., od 1966 miasto. Ok. 3 tys. mieszkańców (2005).
Położone na prawym brzegu Niemna, w miejscu gdzie rzeka tworzy malownicze meandry. Miasto otaczają sosnowe lasy. Są miejscem kuracji i wypoczynku. Są tu sanatoria. Wody mineralne zawierają m.in. potas i magnez.

## Historia

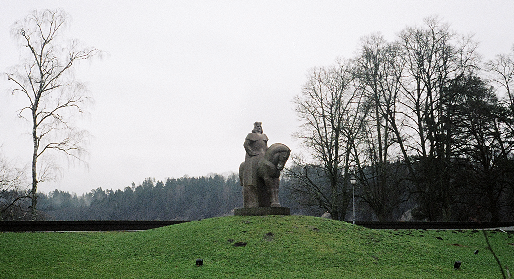
Pomnik księcia Witolda

W średniowieczu była tu warownia i miejsce polowań Wielkich Książąt Litewskich. W XIV w. otrzymały prawa miejskie. Kurortem zostały w XIX w., kiedy wybudowano ujęcie wody mineralnej i odkryto pokłady borowiny. Po I wojnie światowej znalazły się w granicach Litwy i awansowały do rangi kurortu litewskiego, ale po II wojnie światowej wysunęły się przed nie Druskieniki.
- Filia Muzeum Historycznego z Kowna
- Neogotycki kościół z przełomu XIX i XX w.

## Miasta partnerskie
- Keila  Estonia
- Sigulda  Łotwa
- Żnin  Polska
- Nerynga  Litwa
- Gmina Bykle  Norwegia
- La Croix en Touraine  Francja
- Sysmä  Finlandia
- Leck  Niemcy